# Жорж Муєме
Жорж Муєме (фр. Georges Mouyémé, нар. 15 квітня 1971, Дуала) — камерунський футболіст, що грав на позиції нападника. Відомий за виступами у низці французьких та німецьких клубів, а також у складі національної збірної Камеруну.

## Клубна кар'єра
Жорж Муєме народився в камерунському місті Дуала, проте розпочав виступи на футбольних полях у нижчоліговому французькому клубі «Сен-Ло», в якому грав до кінця 1991 року. На початку 1992 року камерунський футболіст став гравцем іншого французького клубу «Труа», в якому грав до середини 1994 року. Наступним клубом Муєме став також французький клуб «Анже», в якому він грав до кінця 1996 року.
На початку 1997 року Жорж Муєме став гравцем німецького клубу «Гомбург», у якому грав до кінця 1998 року. Протягом 1999—2000 років Муєме захищав кольори іншого німецького клубу «Айнтрахт» (Трір). У 2001 році камерунський футболіст нетривалий час грав у складі китайського клубу «Шеньян Цзіньде». Наступного року камерунець грав у складі грецького клубу «Ханья». У 2003 році перейшов до клубу «Париж», і наступного року завершив виступи на футбольних полях.

## Виступи за збірну
1990 року дебютував в офіційних матчах у складі національної збірної Камеруну.
У складі збірної був учасником чемпіонату світу 1994 року у США, Кубка африканських націй 1996 року у ПАР.
Загалом протягом кар'єри в національній команді, яка тривала 7 років, провів у її формі 13 матчів, забивши 7 голів.